# SP-157
A SP-157 é uma rodovia transversal do estado de São Paulo, administrada pelo Departamento de Estradas de Rodagem do Estado de São Paulo (DER-SP).

## Denominações
Recebe as seguintes denominações em seu trajeto:
Nome:	Aristides da Costa Barros, Rodovia
- De - até:	Itapetininga - Guareí - SP-280
- Legislação:	LEI 3.384 DE 09/06/82

## Descrição
Principais pontos de passagem: Itapetininga - Guareí - SP 280

## Características

### Extensão
- Km Inicial: 0,000
- Km Final: 56,330

### Localidades atendidas
- Itapetininga
- Angatuba
- Guareí
- Porangaba